# ミュニシパリティ・オブ・ストラスフィールド
ミュニシパリティ・オブ・ストラスフィールド（Municipality of Strathfield）は、オーストラリア・ニューサウスウェールズ州の地方公共団体。

## 概要
シドニーCBDの西14キロメートルに位置する。ストラスフィールド駅は、シドニー都市圏北部及び西部への鉄道のハブとしての機能を有すると同時に、ニューサウスウェールズ州内の主要都市であるニューカッスル方面のニューカッスル・アンド・セントラル・コースト線、ブリスベン、キャンベラやメルボルン方面の鉄道路線であるカントリーリンクの停車駅でもある。駅には、ショッピングセンターが隣接し、地域の交通、商業の中心でもある。
東をバーウッドと、南をカンタベリー、バンクスタウンと、西をオーバーン、北をカナダ・ベイと接する。

## 構成サバーブ
- フレミングトン（英語版）
- ホームブッシュ（英語版）
- ホームブッシュ・ウェスト（英語版）
- ストラスフィールド・サウス（英語版）

以下のサバーブは、他の地方公共団体（LGA）と重複している。
- ベルフィールド（英語版）
- グリーンエイカー（英語版）
- ストラスフィールド（英語版）

## 人口動態
2011年の国勢調査に基づくと、人口の49.7%がキリスト教を信仰し、15%が無宗教、13.2%がヒンドゥー、6.8%が仏教、4.6%がイスラームと回答した。
ミュニシパリティ・オブ・ストラスフィールドは、韓国、中国、スリランカをはじめとする人々が多く居住している。

## 議会
ミュニシパリティ・オブ・ストラスフィールドの議会は、7人によって構成される。任期は4年。市議会は1つの選挙区によって、構成され、市長は9人の議員の中から選出される。最新の議会選挙は、2012年9月8日に実施された。議席は、オーストラリア自由党3議席、オーストラリア労働党2議席、無所属2議席で分け合った。市長は、オーストラリア自由党のGulian Vaccari。

## 慰安婦像問題
韓国人などが慰安婦像の設置を求めていたが、2015年08月11日、市議会は全会一致で否決した。